# دنيس مكينون
دنيس مكينون (بالإنجليزية: Dennis McKinnon)‏ هو لاعب كرة قدم أمريكية أمريكي، ولد في 22 أغسطس 1961 في كيويتمان في الولايات المتحدة.

## وصلات خارجية
- دنيس مكينون على موقع مرجع كرة القدم المحترفة.كوم (الإنجليزية)